# Lago Mettmenhaslisee
O Lago Mettmenhaslisee é um lago localizado entre Niederhasli e [Mettmenhasli] no Cantão de Zurique, Suíça. A sua superfície é de 2,5 ha.